# Scleromystax barbatus
Scleromystax barbatus — вид прісноводних риб з роду Scleromystax родини Панцирні соми ряду сомоподібні. Утримують також в акваріумах. Відомий під назвами сомик бородатий, сомик чепрачний.

## Опис
Завдовжки сягає 9,8 см. Спостерігається статевий диморфізм: самець більший за самицю. Голова помірно велика, з загостреним рилом. Біля останнього присутні три пари доволі розвинених вусиків. Звідси походить назва цього виду. У статевозрілого самця коротка щетина з боків голови. Біля рота є короткі вирости. Тулуб витягнутий. Спинні та грудні плавці доволі великі. Грудні плавці доволі широкі, з короткою основою. У самиць грудні плавці коротші, ніж у самців. На череві у самців розташовані сосочки, що використовуються при розмноженні. Жировий плавець невеличкий. Хвостовий плавець доволі довгий, розрізаний.
Забарвлення жовто-коричневе, до черева — золотаво-жовте. Голова й боки мають цяточки й завитки від чорнуватого до коричнево-жовтого забарвлення, що об'єднуються у чепрак. По центру голови від рота до хвостового плавця йде жовта смуга. На спині та боках є темні плями. Нижня частина вершкового кольору. Під час нересту в самиці на кінці хвостового стебла з'являється шаховий візерунок, голова темнішає.

## Спосіб життя
Є демерсальною рибою. Зустрічається у річках з середньою течією. Здатні дихати за допомогою зябер та особливої будови кишки. Часто ховається серед корчів та різних укриттів біля дна. Шукаючи поживу, копирсається у ґрунті. Живиться дрібними водними безхребетними.
Статевозрілим стає у віці 1,5 року. Нерест груповий: 1 самець та декілька самиць. Самиця відкладає ікру порціями, збирає її на черевні плавці, де останню запліднює самець. Після цього самиця прикріплює запліднену ікру до нижнього боку листя.

## Розповсюдження
Мешкає у прибережних річках від штату Ріо-де-Жанейро до Санта-Катарина (Бразилія).

## Утримання в акваріумі
Акваріум об'ємом від 60 літрів повинен мати велику кількість укриттів у виглядів гротів, корчів, а також зарості рослин для відпочинку риб. Утримувати цих сомів рекомендують зграйкою з 4-5 особин. Риби миролюбні, тому їх можна утримувати у загальному акваріумі разом з іншими видами відповідного розміру. Параметри води: 21-29 °C, dH 10-25°, pH 6,0-7,5. Потрібна аерація, фільтрація та регулярна підміна води. Живляться біля дна різноманітними кормами (живими, замороженими та замінниками).